# Dasiglucagon
Dasiglucagon  ist ein Analogon des Glucagons und wirkt wie dieses im Zuckerstoffwechsel. Unter dem Namen Zegalogue wurde es im März 2021 in den USA und im Juli 2024 in der EU zugelassen als Arzneimittel zur Behandlung schwerer Hypoglykämien (Unterzuckerung) bei Menschen mit Diabetes vom Typ 1.

## Eigenschaften
Dasiglucagon ist ein mutiertes humanes Glucagon. Das aus 29 Aminosäuren aufgebaute Peptid unterscheidet sich vom Glucagon in der Aminosäurensequenz, wodurch die Wasserlöslichkeit verbessert und die chemisch-physikalische Stabilität in wässriger Lösung erhöht wird. An Position 16 befindet sich statt Serin ein 2-Methylalanin (in der Tabelle: X). Weiterhin sind die Aminosäuren in den Positionen 17, 20, 21, 24, 27 und 28 durch andere ersetzt.  Das Peptid liegt als Salz mit 3–5 Äquivalenten Hydrochlorid vor (Dasiglucagonhydrochlorid).
| 1 11 21 Glucagon: HSQGTFTSDY SKYLDSRRAQ DFVQWLMNT Dasiglucagon: HSQGTFTSDY SKYLDXARAE EFVKWLEST |

## Wirkungsmechanismus
Dasiglucagon ist ein Glucagonrezeptor-Agonist, der die Blutzuckerkonzentration durch Aktivierung der Glucagonrezeptoren in der Leber erhöht und dadurch den Glykogenabbau und die Freisetzung von Glucose aus der Leber stimuliert.  Der hepatische Glykogenspeicher muss gefüllt sein, damit eine blutzuckersteigernde Wirkung ermöglicht werden kann.

## Verwendung
Dasiglucagon ist zugelassen für Erwachsene und Kinder ab einem Alter von 6 Jahren. Das Arzneimittel gibt es als gebrauchsfertige Lösung in der Fertigspritze und im Autoinjektor für die subkutane Injektion.

## Nebenwirkungen und Anwendungsbeschränkungen
Die häufigsten Nebenwirkungen sind  Übelkeit, Erbrechen, Kopfschmerzen und Schmerzen an der Injektionsstelle, bei Erwachsenen zusätzlich Durchfall.
Dasiglucagon darf nicht bei Patienten mit Phäochromozytom angewendet werden, da es die Freisetzung von Catecholaminen aus dem Tumor zu stimulieren vermag. Dadurch kann es zu einem starken Blutdruckanstieg kommen.
Bei Vorliegen eines Insulinoms ist Dasiglucagon ebenfalls kontraindiziert, da es durch Gegenregulation gegen den anfänglichen Blutzuckeranstieg in der Folge zu einem gefährlichen Blutzuckerabfall (Hypoglykämie) kommen kann.